# Ophiorrhiza affinis
Ophiorrhiza affinis är en måreväxtart som beskrevs av Heinrich Zollinger och Alexandre Moritzi. Ophiorrhiza affinis ingår i släktet Ophiorrhiza och familjen måreväxter.
Artens utbredningsområde är Java. Inga underarter finns listade i Catalogue of Life.